# Doctor Cottard
El doctor Cottard és un personatge de l'obra A la recerca del temps perdut de Marcel Proust.
Metge emèrit que es triba entre els més fidels participants en el cercle de Madame Verdurin (en particular en Un amor de Swann), no brilla particularment, no obstant això, pel seu esperit de relació en societat.
Diverses persones han pogut servir de model al personatge del metge Cottard :
- Jules Cotard (1840-1889), neuròleg i psiquiatre francès que va donar el seu nom al síndrome de Cotard ; estava relacionat amb el pare de Proust, a la facultat de medicina de París.
- Eugène Doyen (1859-1916), cirurgià francès amb qui Proust va viatjar;
- el professor Samuel Pozzi (1846-1918), cèlebre metge francès sobrenomenat «Metge Déu (Docteur Dieu)» per Sarah Bernhardt.

## Intèrprets de les adaptacions cinematogràfiques
| El doctor Cottard és interpretat per: - Jean-François Balmer a L’amor de Swann de Volker Schlöndorff (1984) - Philippe Morier-Genoud a Le Temps retrouvé de Raoul Ruiz (1999) | Mme Léontine Cottard és interpretada per: - Nathalie Juvet a L’amor de Swann de Volker Schlöndorff (1984) - Dominique Labourier a Le Temps retrouvé de Raoul Ruiz (1999) |